# うそつきクイズ
『うそつきクイズ』は、1979年7月23日から1980年4月11日まで日本テレビ系列局で放送されていた日本テレビ製作のクイズ番組である。その後も1980年4月14日から同年9月26日まで『クイズ スクエア』と題して放送され続けた。放送時間は毎週月曜 - 金曜 13:30 - 13:55 （日本標準時）。

## 概要
週5日間の帯で放送されていた視聴者参加型番組で、IVSテレビ制作が番組制作に携わっていた。『うそつきクイズ』時代には、元スリーファンキーズのリーダー・長沢純が司会を務めていた。そして9人のタレントが縦3つ×横3つのマスにパネリストとして陣取っていた。パネリストのうち、1人は週替わりのゲストだった。
1965年からアメリカで放送されていたクイズ番組『THE HOLLYWOOD SQUARES』を模した内容で、同様に三目並べのルールを採用していた。この形式のクイズ番組は、日本では1970年からTBS系列局で放送されていた『3・3が9イズ』（朝日放送）が最初であるが、同番組も本番組もアメリカからライセンスを購入した上で製作されていたのかは不明。問題は珍問・奇問・ダジャレばかりで、パネリストの奇怪な解答に一般解答者が騙されたりすることがあった。
1980年の正月には1時間スペシャルが放送された。

## 出演パネリストと配置順
| ハナ肇         | かたせ梨乃 | 水野晴郎 |
| ヒデとロザンナ | 藤岡琢也   | 穂積隆信 |
| 黒鉄ヒロシ     | ゲスト     | 星正人   |

## ルール
- 勝ち残りのペアと初挑戦のペアの対戦。「ハート」と「クラブ」を受け持つ。
  - 番組スタート時には、解答者はペアでなく1人だけだった。
- 解答者はパネリストを1人指名。司会者がパネリストに対して問題が出され、パネリストの答えが「YES」（ホント）か「NO」（ウソ）かを当てる。
- 先攻は初挑戦のペアであるが、両方ともに初挑戦の場合にはジャンケンで先攻後攻を決めていた。2問目以降は交互に指名権が移る。
- 正解ならパネリストのマスに自分のマークが入り、不正解なら相手のマークが入る。ただし、1列完成する問題（マッチポイントが懸っている）で不正解の場合には空白のまま（スタッフのNGで点灯したこともあった）。
- 正解して獲得したマスが、最終的に縦・横・斜めのいずれか1列並べば勝ち抜け。1列完成せずにマスが埋まった場合には、獲得したマスの多い方が勝ち抜けとなる（判定勝ち）。
- 勝ち抜き賞金は2万円。相手のマークが1つも入らずに勝ち抜いた場合にはストレート勝ちとして4万円。判定勝ちの場合には1万円獲得。
- 勝ち抜いたペアは新たなペアを迎えて対戦する。
- 9マスのうち1つが「シークレットパネル」となっており（対戦ごとに変化）、その問題に正解すれば賞品獲得（時には賞品プラス特別ボーナス10万円もあった）。不正解の場合、その賞品は視聴者プレゼントにされた。
- 勝ち抜き数5人で、天井から大量の紙吹雪が降り、ハワイ、10人でアメリカ西海岸のペア海外旅行を獲得。
  - 初期には5人勝ち抜きでフィリピン・プエルトアズール旅行、15人勝ち抜きでヨーロッパ旅行獲得もあったが、途中で廃止された。

## クイズ スクエア
番組はその後、1980年4月14日放送分をもってリニューアル。それまではレギュラーパネリストの1人だった水野晴郎を新司会に起用し、タイトルも本家アメリカのものに近い『クイズ スクエア』へと改められた。
ルールそのものは『うそつきクイズ』時代と同様だったが、クラブマークとハートマークは横幅が広く表示されていた。テーマ音楽は野呂一生率いるカシオペアが担当し、勝ち抜き時のファンファーレも同様だった（後に「見よ、勇者は帰りぬ」モチーフのものに変えられた）。
番組はリニューアルから半年で終了したが、それから1か月後に水曜19:30枠でB&Bが司会を務める後継番組『逆転クイズ スーパービンゴ』がスタートした。

## エピソード
番組は中期に入ると、パネリストの答えが分からない時に10円玉やサイコロを投げてYESかNOかを決める解答者が増えていったが、この行為に対しての司会者からの忠告は特に無かった。